# Krazy Mess Groovers

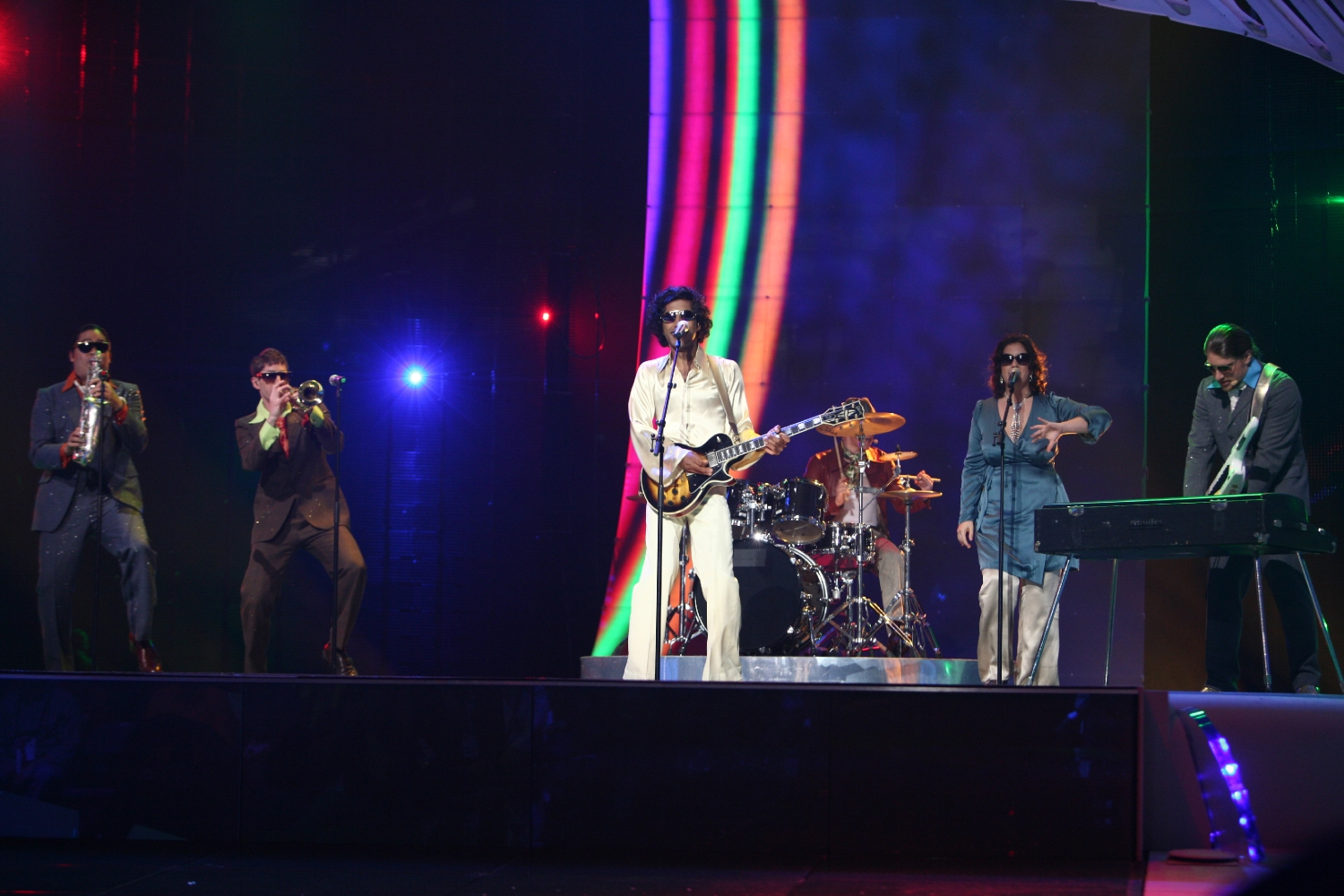
The KMG's

Krazy Mess Groovers, ibland The KMG's, är ett discoband ifrån Belgien som representerade landet i Eurovision Song Contest i Finland 10 maj 2007.